# Anjoutey
Anjoutey é uma comuna francesa na região administrativa de Borgonha-Franco-Condado, no departamento do Território de Belfort. Estende-se por uma área de 7.79 km². Em 2010 a comuna tinha 617 habitantes (densidade: 79,2 hab./km²).